# フロントサスペンション (オートバイ)
フロントサスペンションは、オートバイの車体を構成する要素の一つで、車軸を支持しながら路面の凹凸を吸収して振動を抑制しタイヤの接地を適切に保つための構造をもっている。典型的なオートバイはフロントサスペンションにテレスコピックフォークを持つ。

## 概要
初期のオートバイは自転車にエンジンを付けただけの形態で、前後輪ともにサスペンションを持たない車体構造であった。やがてエンジン性能の向上に伴い、安全でより速く走行するために、はじめは前輪にサスペンションが組み込まれ、やや遅れて後輪にも組み込まれて現在に至っている。
古くから前輪は自転車と同様にフォークで支持され、これにサスペンション機構を組み込んだ形で改良が進められてきた。現在は性能とコストのバランスから、サスペンションに比較的高い性能を求められる車種にはテレスコピック式フロントフォークが採用され、スクーターやビジネスバイクのように低いコストを求められる車種にはボトムリンク式フロントフォークが採用される場合が多い。

## 形式分類

### テレスコピックフォーク

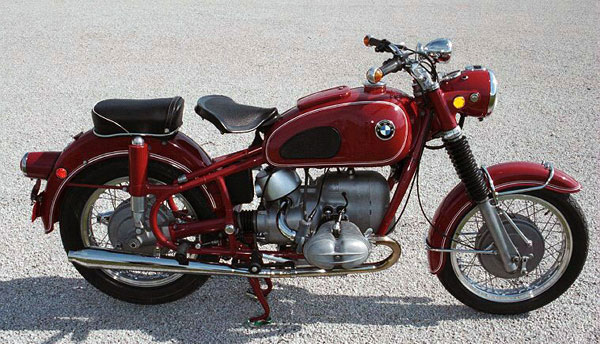
テレスコピックフォークを採用する1969年式BMW

主要な構造はアウターチューブに、これより一回り径の小さいインナーチューブを挿入するように組み合わせたもので、望遠鏡のように伸縮する。内部にはフォークオイルが封入されていて、伸縮の際にオイルが通過することで減衰力を生む機構が組み込まれている。車重を支えるスプリングはセリアーニ式のようにインナーチューブの内側に組み込まれる場合と、外側をコイルが囲むように組み付けられる場合がある。望遠鏡のような伸縮構造であることから、英語で望遠鏡を意味する"telescope"に由来してテレスコピックフォークと呼ばれる。テレスコピックフォークは2本1組で、上部は三つ叉（トリプルツリー）クランプと呼ばれる部品を介してステアリングステムに固定され、下端に前輪の車軸が固定される。インナーチューブやロッドの表面はアウターフォークのオイルシールと摺動しながら表面に微量のオイルを保持する必要があるため、細かいホーニングをもつクロームメッキを施されている。また近年では摺動をより小さくするためにダイヤモンドライクカーボンなどのコーティングが施される場合がある。
テレスコピックサスペンションは他の方式にくらべ、機構の単純さ、量産性、重量、耐久性、信頼性、デザイン性など、多くの利点を持つため、今日ではほとんどのオートバイのフロントサスペンションに採用されている。一方、制動時などでフォークを曲げる方向に荷重がかかるとテレスコピック構造の摺動性が悪化して、スムーズな作動が妨げられる場合がある。また、制動時に車体にピッチングモーメントが働くと、フォークが大きく縮んでキャスター角の変化が大きくなり、旋回時の操縦性に悪影響を与える弱点を持つ。
主要部品の構造は大きく分けてピストンメタル式とチェリアーニ式に分類できる。ピストンメタル式はインナーチューブがスライドメタルを介してアウターチューブに支持されていて、このうちインナーチューブ先端のスライドメタルがダンパーのピストンを兼ねた構造になっていることからこのように呼ばれている。摺動抵抗が比較的大きいが、構造が簡単でコストが低いため小型車や廉価モデルに使われる。チェリアーニ式はスライドメタルを使わず、インナーチューブの内部にシリンダコンプリート（ダンパーロッド）を置き、アウターチューブとインナーチューブが直接摺動する構造となっており、メタルが無い分インナーチューブを太くできるため、曲げに対する剛性を高くできる。また、ピストンメタル式がインナーチューブの外側にコイルスプリングを配置するのに対し、チュリアーニ式は内部に配置するためスプリングのセット長をより長く取れ、その分サスペンションストロークを大きくできる。なお、チュリアーニ式でもスプリングを外部に設置したものもある。
減衰力を生む構造として、フォークオイルが制御バルブの小さな流路を通過する際に発生する流体抵抗を利用した機構が用いられており、フリーバルブ式やカートリッジ式、分離加圧式といった方式が実用化されている。フリーバルブ式はダンパーロッド式やピストンロッド式、オリフィス式などとも呼ばれ、伸張も圧縮も一つのバルブ（ポートと円盤状バネ）で制御され、流路面積はフォークオイルの圧力にかかわらず一定である。これに対し、カートリッジ式は伸張と圧縮とで作用する制御バルブを独立させて、それぞれに合わせた減衰力特性を持たせている。また、カートリッジ式の制御バルブの流路面積はリーフスプリングによって制御されていてフォークオイルの圧力が高くなるほど、すなわち伸縮速度が速くなるほど流路が大きく開いて減衰力を低く、しなやかに路面の凹凸を吸収する特性を示す。逆にピッチングなどで伸縮する場合は伸縮速度が遅いため高い減衰力を発生して車体挙動を安定に保つ。分離加圧式はカートリッジ式に加え、ガス圧やばねで支えられたピストンを設けて、フォークオイルの圧力が微細に変化した場合に圧力を吸収する。これにより、フォークの伸縮動作の初期では減衰力が発生せず、細かい路面の凹凸をよりしなやかに吸収できる。またダンパーロッドを中空とし、内部にオリフィス面積を変化させるロッドを置き、これを回転することで減衰力を変化させるものもある。

#### セミエア式
80年代に商品性を上げるためフォークのトップキャップに加圧する目的でエアバルブを設けたものが「セミエア式」と称して広まっていたが、油圧ダンパーを持つテレスコピックフォークはそもそもダンパー内の空気室が圧縮時にエアスプリングとなる構造であり、言わば全てセミエア式である。そのエアバルブも空気室容積と空気圧の小ささ（0.5kgfなど）から調整が難しく、ほとんど利用されずに廃れていった。（本来、エアスプリング機能の調整はフォークオイル油面高さの調整による空気室の体積変化によって行う）

#### アンチノーズダイブ機構

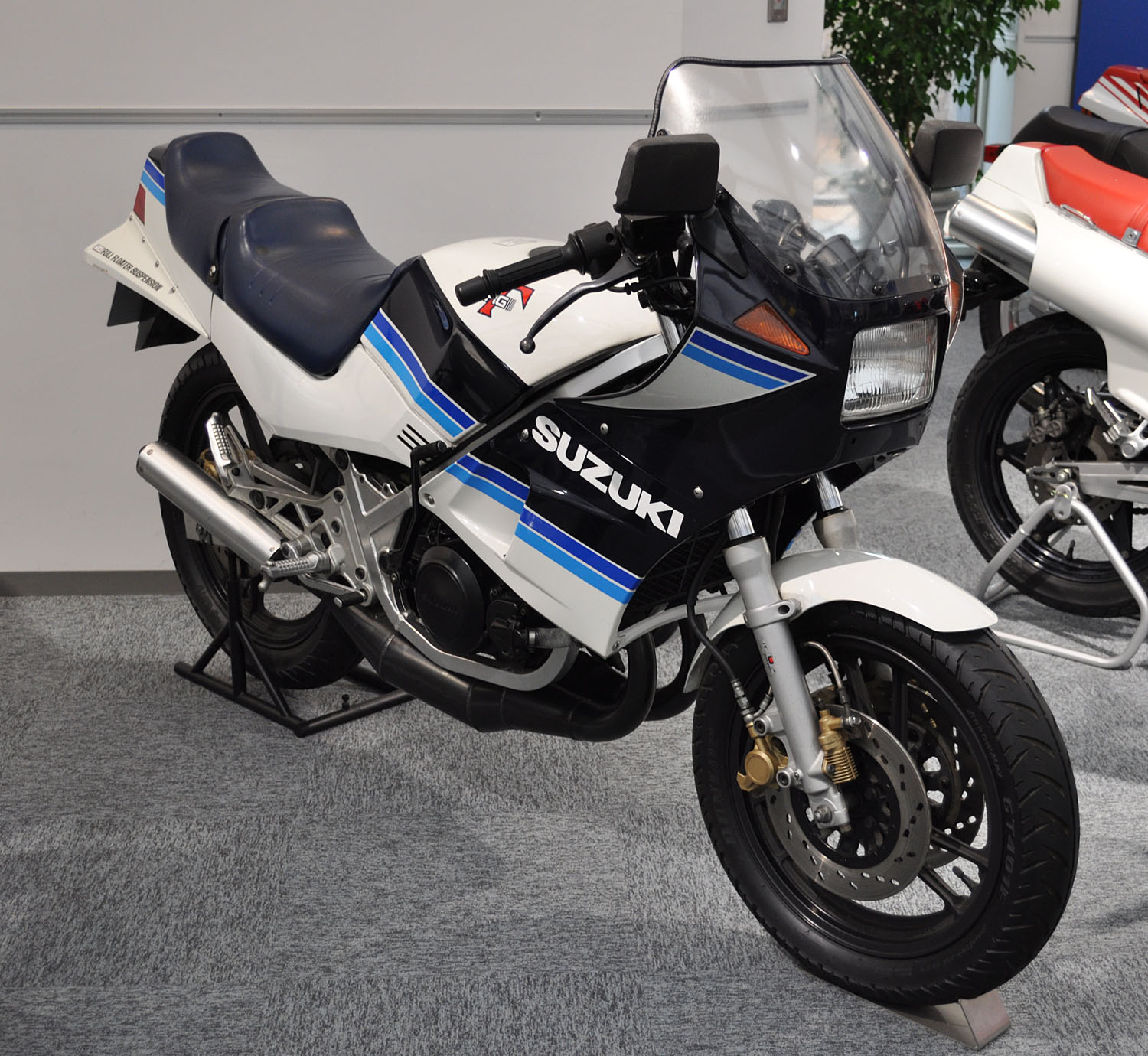
アンチノーズダイブを採用した初期の例、1983年式スズキ・RG250Γ

制動時のピッチングは、車体が前のめりになることからブレーキダイブ(brake dive)またはノーズダイブと呼ばれ、他の形式に比べるとテレスコピックフォークでは発生度合いが大きい傾向にある。こうした弱点を解消するためにノーズダイブを抑止する機構、すなわちアンチノーズダイブ機構がいくつか考案され一時は流行したが、言わばフォークの動きを阻害する機構であり、ダンパーの性能向上により現在は途絶えている。
ブレーキ油圧感応式
ブレーキ油圧によってプランジャを動作させ、制御バルブとは別に設けられたバルブの流路面積を可変させる。スズキがANDF (Anti Nose Dive Forks)として開発し、1983年以降のスズキ・GSX-Rシリーズやスズキ・RG250Γ、スズキ・カタナシリーズに採用した。カワサキはAVDSとして、1984年のカワサキ・GPZ900Rに搭載した。ヤマハはTCS (Travel Control System)として1984年のヤマハ・FZ400Rや、ヤマハ・RZV500Rに採用した。
ブレーキ反力感応式
制動でブレーキキャリパにかかる反力を直接利用して制御バルブとは別に設けられたバルブの流路面積を可変させる機構を作動させる。TRAC(Torque Reactive Anti-dive Control)としてホンダが開発し、1983年のホンダ・CB1100Fやホンダ・CB1000C、ホンダ・VFR750Fなどに採用した。
ブレーキスイッチ感応式
フロントブレーキレバーの操作を電気スイッチで検知してソレノイドバルブを作動させ、制御バルブとは別に設けられたバルブの流路面積を可変させる。ACT(Air Control Technology)としてマルゾッキが開発し、ビューエルが1988年のBuell RR 1200 Battletwinに初採用した。
内圧感応式
制動でフォークが速く大きく圧縮されるとフォークオイルの圧力が大きく上昇し、制御バルブとは別に設けられたバルブの流路を絞るピストンを作動させる。路面の凹凸でホイールが急激に沈み込んだ際にも作動するため、スズキが開発したPDF(Posi Damp Fork)には作動圧力を任意で調整可能な操作部が備えられており、スズキ・RG500Γや1985年のGSX-R750、海外のGSXシリーズに採用された。圧力変化を電気的に検出してソレノイドで作動するシステムとして、スズキはNEAS(New Electrically Activated Suspension)として、1986年のスズキ・GSX-R750やスズキ・GSX-R1100の限定車に採用した。カワサキでもESCS(Electronic Suspension Control System)として市販車両に搭載した。
なお、かつては原付車両に多かったトレーリ
ングリンク式フロントサスペンション車においてアンチノーズダイブ機構と称しているものは、ブレーキの反作用でフロントが沈み込む現象（リアブレーキを併用すれば防げる）を解消するために、ブレーキの回り止めをホイールアクスルを支持するピボットアームでなく、トルクリンク（トルクロッド）を介してピボットアームの回転（swing:スイング）に関与しないフロントフォークで支持するフローティング構造としたものであり、テレスコピック式のものとは意味合いが異なる。これはリーディングリンク式（ボトムリンクなど）におけるアンチリフト機構とは力の向きが逆になるだけで同じものである。
［最近の市販車ではホンダリード50、ホンダリード90、スズキアドレスV50、スズキアドレスV100など］

#### 倒立式 （倒立フォーク）
倒立式フォーク(Upside-down fork/USD fork)とは、従来のテレスコピックフォークではインナーチューブを上（ステム側）に、アウターチューブを下（車輪側）に配置されていたのとは逆に、アウターチューブを上に、インナーチューブを下に配置した形式である。反転式フォーク(inverted fork)とも呼ばれる。長尺物にとっては支点側が太い方が自然であり、曲げ応力が最も大きく作用するアンダーブラケット部分でアルミ合金で鋳造された太いアウターチューブを固定するため、テレスコピックフォークの弱点の一つである曲げに対する剛性が向上する。また正立式のようにクランプ部がストロークを邪魔しないので嵌合長やストローク長が稼げる。これらの特徴から1990年前後に剛性とストローク長を必要とするオフロードレーサーから普及し始めた。ちなみに二輪車メーカー公式サイトの用語集にすら間違った解説がされているなど誤解が広まっているが、倒立の目的にバネ下重量は関係がなく、それどころかインナーチューブは鋼製のためアルミ合金製のアウターチューブよりかなり重い。これはフォーク単体を手に取れば分解せずとも分かるほど顕著である。
またフリクションダンパーを用いる安価な原付車両では上側がアウターチューブ（多くはブラケットと一体化している）のものも一般的であるが、こちらは特に倒立式とは呼ばれない。

#### オレオ式フォーク

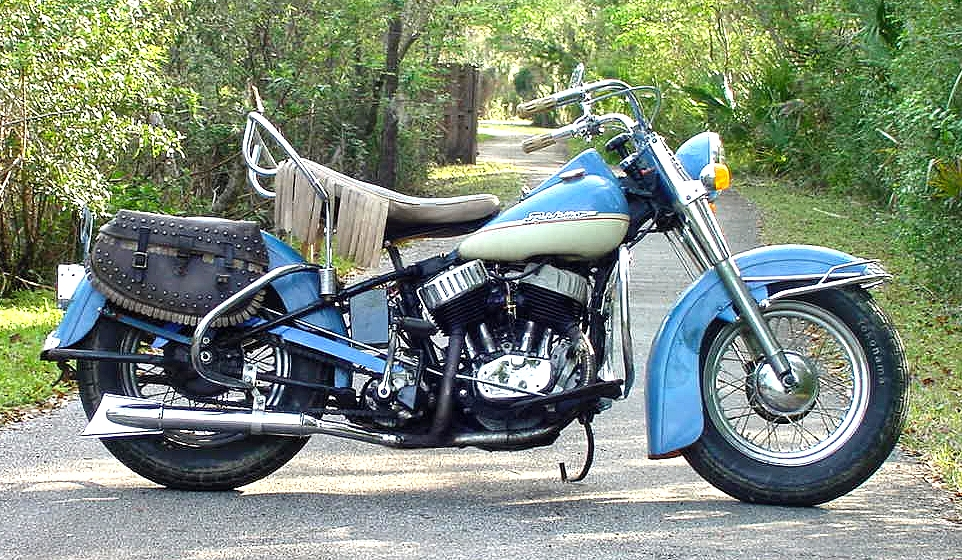
オレオ・フォーク採用例、1957年式陸王・RQ750。

オレオ式フォークは単筒式ショックアブソーバーと類似した構造で、空気室の容量を拡大し空気ばねの役割を持たせたものである。この技術は元々はオレオ式ストラット(Oleo Strut)と呼ばれ、世界中の航空機の降着装置で使われている。日本では萱場製作所の製品が零式艦上戦闘機などに使用されていた。第二次世界大戦後にオートバイやオート三輪などに幅広く採用されていた。

#### ガスカートリッジ式フォーク
2007年、Traxxion Dynamics社は近代的なスポーツバイクのテレスコピックフォーク向けに、世界初の内蔵ガスカートリッジ式フォークキットを発売した。このキットは、規則上フォーク全体の交換が認められていないスーパースポーツによるレーシングカテゴリーで合法的に使用可能なもので、純正フォークのアウターチューブとインナーチューブはそのまま使用しつつも、内部構造を除去した上で自動車用ショックアブソーバーに似たガスカートリッジを挿入する物である。

### リンク式フォーク
テレスコピックフォークが緩衝機構をフォークの筒状構造に内蔵したものであるのに対し、リンク式フォークはフォークの途中あるいは先端部にリンクを利用した緩衝機構を組み込んだ形式である。テレスコピックフォークより以前から採用されてきたが、ステアリング操作に合わせて、フォークと一緒にリンク機構が回転するため慣性モーメントが大きく、素早い操舵をしにくい特性を持つ。
大きく分けてリーディングリンク式とトレーリングリンク式に分類できる。リーディングリンク式は、ステムまたはフォーク先端に支持されるピボットから前方にリンクが配置されて、リンクの前方に車軸を固定する方式で、リンクの角度を工夫することでアンチノーズダイブ特性を持たせることができる。トレーリングリンク式は逆にフォーク先端のピボットから後方にリンクが配置されてリンクの後方に車軸を固定する方式で、ブレーキ時に大きく沈下する性質があるので、アンチノーズダイブ機構を加えることが多い。

#### ガーダーフォーク

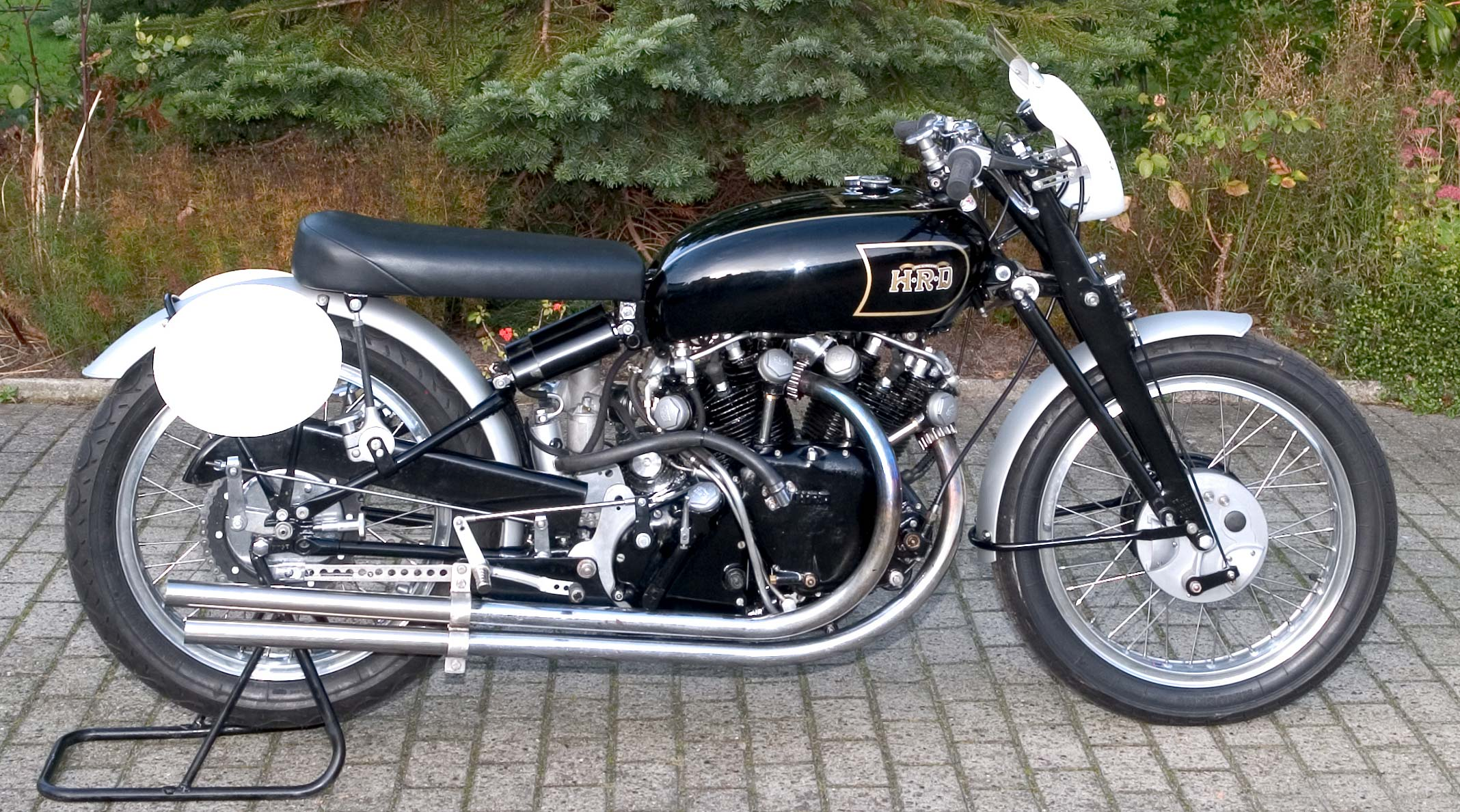
ヴィンセント・ブラックライトニング (:en:Vincent Black Lightning) のガーダーフォーク

ガーダーフォーク(girder fork)はリーディングリンク式の一種で、ステムの上端と下端に1対ずつ支持されたリンクアームを平行リンクとして、その先端をフロントフォークの上部に連結した構造を持つ。スプリングは、この平行リンクの対角線に相当する位置に取り付けられ、ダンパーはリンクピボットの1つにフリクションダンパーが組み込まれる。フォークの伸縮によるキャスター角の変化はないがトレール量の変化が大きい。ステアリング軸に対する慣性モーメントが大きい。フォークを側面から見た形状が松の葉に似ていることから松葉フォークとも呼ばれる。
過去には片持ち式ガーダー・フォークの形式を採る物として、オーストリア系ドイツ人技術者のde:Norbert_Riedelが設立した西ドイツのen:Riedel_Immeが1949年から1951年に掛けて製造したオートバイも存在した。

#### スプリンガーフォーク
スプリンガーフォーク (springer fork) はリーディングリンク式の一種で、フロントフォークの下端に支持された1対のリンクアームの前端に車軸を固定し、アームの中ほどに、フロントフォークと平行して上方に配した可動フォークが連結されている。スプリングとダンパーはアッパーブリッジと可動フォークとの間に配置される。ガーダーフォークと同様にフォークの伸縮によるキャスター角の変化はないがトレール量の変化が大きく、ステアリング軸に対する慣性モーメントが特に大きい。アメリカ製のクルーザー採用されている。

#### アールズフォーク

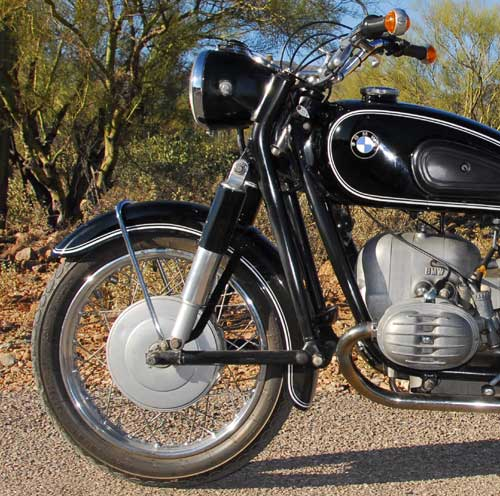
BMWが1955年から1969年に掛けて採用したアールズフォーク

アールズフォークはリーディングリンク式の一種で、アンダーブラケットで固定された部分のやや下から後方へ大きく屈曲したフォークの下端にリンクアームが支持され、その先端に車軸が固定される。リンクアームのピボット部は前輪外周よりも後方にあり、左右のリンクアームは固定されている。スプリングとダンパーはアッパーブリッジとアンダーブラケットの延長上に、フォークの屈曲部と車軸を結ぶ形で配置される。
サイドカーを取り付けた車両ではテレスコピックフォークの弱点が顕著に表れるため、これを解消するために発明された。サイドカー付のオートバイは全体の重量が重く、制動時にはピッチングモーメントを1つの前輪だけで受けるため、ノーズダイブが単車のオートバイよりも大きくなる傾向にある。また、車体をバンクさせて旋回することができないことから、前輪に横方向にかかる荷重がそのままフォークに対する曲げ応力として作用するため、フォークの伸縮に大きな抵抗が発生する。アールズフォークでは前輪ブレーキがリンクアームに固定されているため、制動時にブレーキ装置にかかる反力トルクはリンクアームを前方に回転させてフォークを持ち上げる荷重として作用し、ノーズダイブを抑制する。同時に、横方向への荷重を受ける構造と上下に伸縮する構造とを分離して、曲げ応力によるサスペンション動作への影響を小さくしている。

#### ボトムリンクフォーク
ボトムリンクフォークはリーディングリンク式（前に伸びるのがリーディングリンク、後ろに伸びるのがトレーリングリンク）の一種で、フロントフォークの下端の後部に突出した支点から前方に向かう1対のリンクアームの前端に車軸を固定し、スプリングとダンパーはリンクアームの中程とフォークの中途を結ぶ形で配置される。スプリンガーフォークやアールズフォークに比べると小型、軽量で低コストにできるが、寸法上の制限によりストロークを大きく取りにくい。アールズフォークと異なり、左右のリンクアームは独立している。高い性能を要求されない小排気量のスクーターやホンダ・スーパーカブなどのビジネスバイクに採用される例が多い。
多くの車種ではブレーキ装置の回り止めがサスペンションアームに固定されているが、前輪ブレーキのみでの制動時にフォークを持ち上げる作用を示す。これを防ぐために、別のリンクを介してブレーキ装置にかかる反力トルクを受け止める、アンチリフト機構（フローティングマウント）を備えたものもある。

#### トレーリングリンク式
基本的な構造はスプリンガーフォークまたはボトムリンクフォークのピボット部と車軸を前後に逆転したものである。路面の凹凸への追従性が良く乗り心地が良いのが特徴である。
かつて生産されていた車種にはトレーリングリンク式とリーフスプリングを組み合わせた構造のものもあった。リーフスプリングは、構成する板同士の間に発生する摩擦（板間摩擦）によって減衰力が発生するためにダンパーが省略されていた。こうした構造はIndian 401などで見ることができる。リンクアームの中央付近がフォークの先端に支持されて、後端に車軸を固定し、前端にリンクロッドが連結されている。リーフスプリングはアンダーブラケットから前方に突き出すように固定されていて、前述のリンクロッドの他端はリースプリングの前端を上下にたわませる。
ボトムリンクフォークをトレーリングリンク式に置き換えたものはスクーターを中心に採用例が多い。ホンダ・リードやスズキ・アドレス、ベスパのスクーターなどの小型スクーターの一部で採用されている。ベスパでは前輪を片持ち軸として部品点数を減らし、製造コストや整備コストを低くしている。
トレーリングリンク式は、制動時にノーズダイブが発生しやすい機構であるため、アンチノーズダイブ機構が追加される場合が多い。多くの場合はブレーキ時にブレーキキャリパーやドラムブレーキのパネルが受ける反トルクをリンクロッドに伝達してフォークを持ち上げる作用とするもので、ホンダ・リードやスズキ・アドレスで採用されている。

### フォークステア
フォークステアは前輪を支持する部材だけがステアリング軸周りに回転する構造で、スプリングやダンパーなどのサスペンションを構成する部材び全てが回転するテレスコピックフォークやリンク式フォークに比べると、ステアリング軸に対する慣性モーメントが小さい利点を持つ。

#### テレレバーフォーク

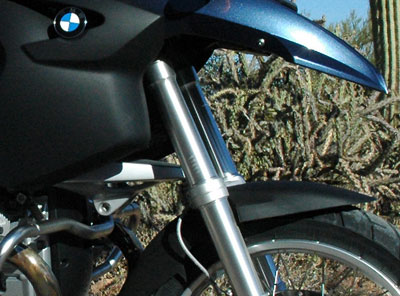
テレレバーを採用する:en:BMW_R1200GS

BMWがテレレバーの商標で販売するSaxon-Motodd式フォークは、車体フレームにピボットを持つスイングアームでフォークが支持され、フォークとは独立してサスペンションユニットが配置される。自動車のマクファーソンストラットの概念をオートバイ用サスペンションに適用したようなもので、制動時にトレール量が増加し、キャスター角の減少を相殺することでノーズダイブをほぼ解消できるように設計されている。

#### デュオレバー・フォーク
BMWがデュオレバーの商標で販売するHossack/Fior式フォークは、ハブセンターステアリングと同様に完全に操舵系統とサスペンションが分離されて機能する。デュオレバーは始めにスコットランドの技術者であるNorman Hossackが発明し、その後it:Claude Fiorとジョン・ブリッテンによってもレース専用車両に用いられた。ホサック自身はこのシステムをsteered uprightと称したが、2004年からBMWがこの機構を採用した新しいK1200Sを発売した事で世界的に知名度が高まった。その構造は自動車のダブルウィッシュボーンの概念をオートバイ用サスペンションに適用したようなものであり、操舵と緩衝の機能が分離されている。操舵の作動をリンケージ機構を介して伝達する点がハブセンターステアリングに類似しているが、ステアリング機構の一部であるフォークが車軸を支えている点で異なるシステムである。

### ハブセンターステア
車軸の支持部材としてフォークを用いず、車体フレームに支持されたスイングアームの先端で車軸を支持する構造である。いずれもリンクアームあるいはリンクロッドの長さや角度を適切に設計することにより、制動時のノーズダイブを軽減する構造である。

#### RADD方式

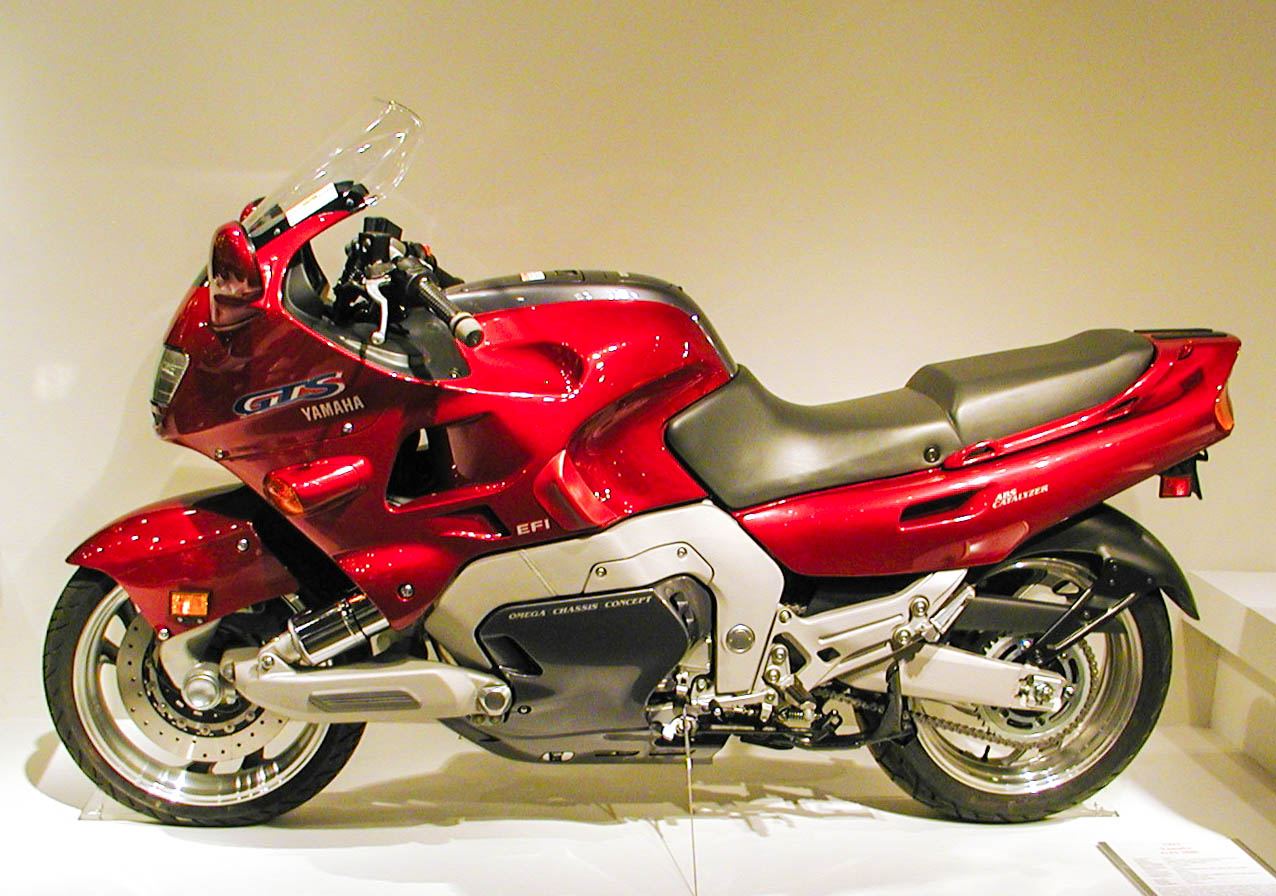
片持ち式スイングアームを採用していたヤマハ・GTS1000/A

RADD方式は、上下に平行に配置された2本のリンクアームが車体前部に支持されていて、下側のロワーアームはハブ中心をボールジョイントを介して片持ち支持し、上側のアッパーアームはステアリングナックルの上部をボールジョイントを介して支持する。ステアリングナックルは車輪の上方でステアリングシャフトと接続され、ステアリングシャフトの回転をハブに伝達する。
1993年のヤマハ・GTS1000/Aに、ジェームス・パーカーが設計したRADDフロントサスペンションを採用していた。イタルジェットのスクーター、ドラッグスターも片持ち式スイングアームサスペンションを有しているが、イタルジェットのものはGTS1000/Aのものと異なりアッパーコントロールアームも有している。しかし、このアッパーコントロールアームは緩衝機能は持たず、ステアリングのリンケージ機能のみを担当している。

#### ChiQane方式
ChiQane方式は上下に平行に配置された2本のリンクアームが車体前部に支持されていて、平行リンクとしてナックルの上下を支持する。ナックルには球面軸受けのインナーレースはナックルに固定されていて、ハブ内部はアウターレースとして構成されていて前後への回転と左右への揺動を許容する。ステアリングの回転は、ホイールの上下動を吸収できるリンク機構を介してフォーク上端に伝達され、フォーク下端はハブを左右に揺動する。

#### Tesi方式

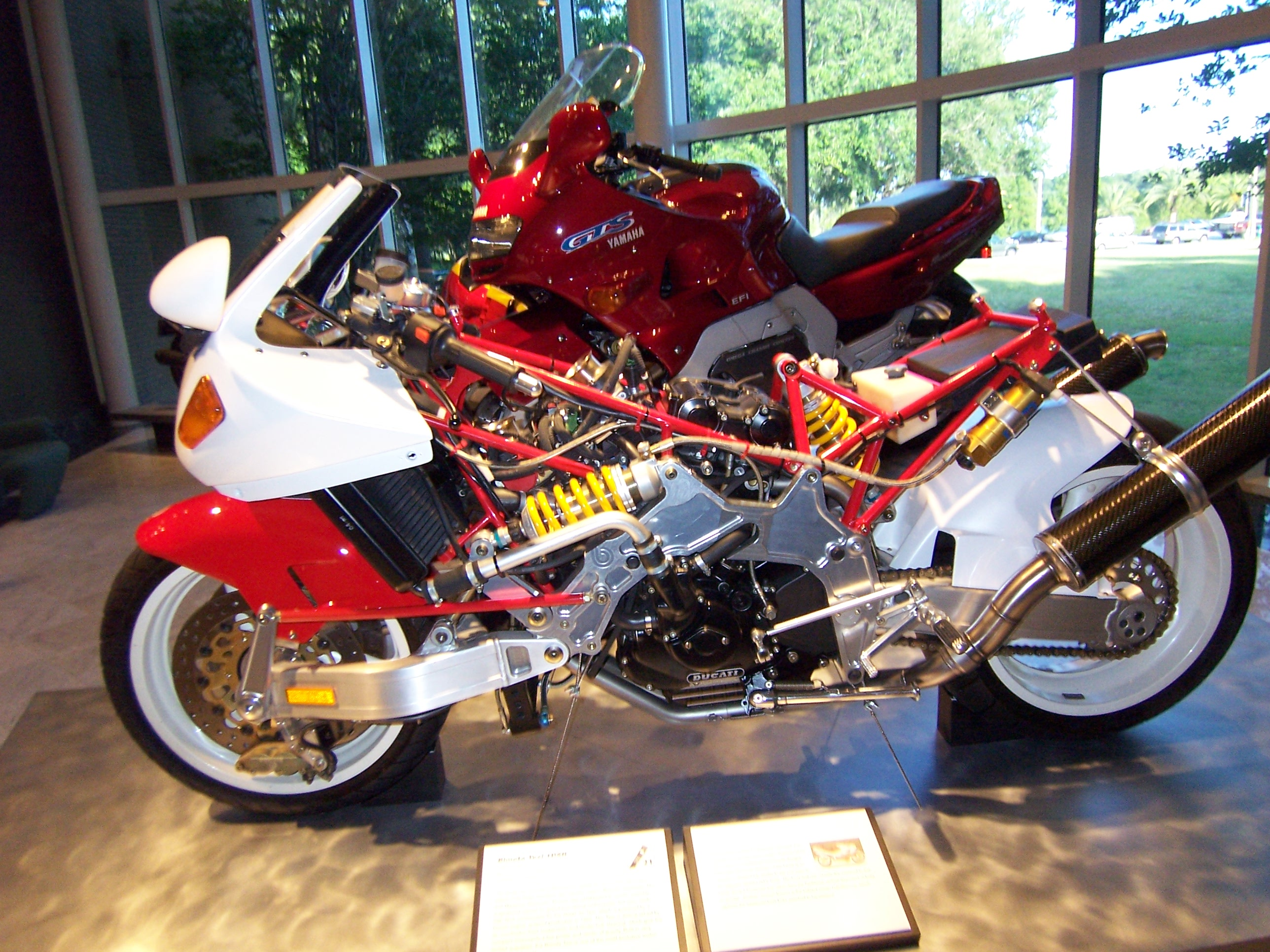
ハブセンター・ステアリングを採用していたビモータ・テージ1D

Tesi方式は車体前部に支持されたスイングアームの先端部でハブを支持する構造で、ハブはキングピンを内蔵していてナックルを左右に揺動できるように支えている。軸受内輪を内径部で支持する構造のナックルがキングピンに回転自在に取り付けられている。ブレーキ装置はナックルに固定されていて、制動時に発生する反トルクはリンクアームとトルクロッドを介して車体フレームに伝達されて受け止める。
ビモータに所属していたマッシモ・タンブリーニの発案を元に、後のヴァイルス創設者であるアスカニオ・ロドリーゴが開発した。1970年代よりビモータ・テージ(it:Bimota Tesi)やヴァイルス社のオートバイなどに採用されている。